# Orfeón Burgalés

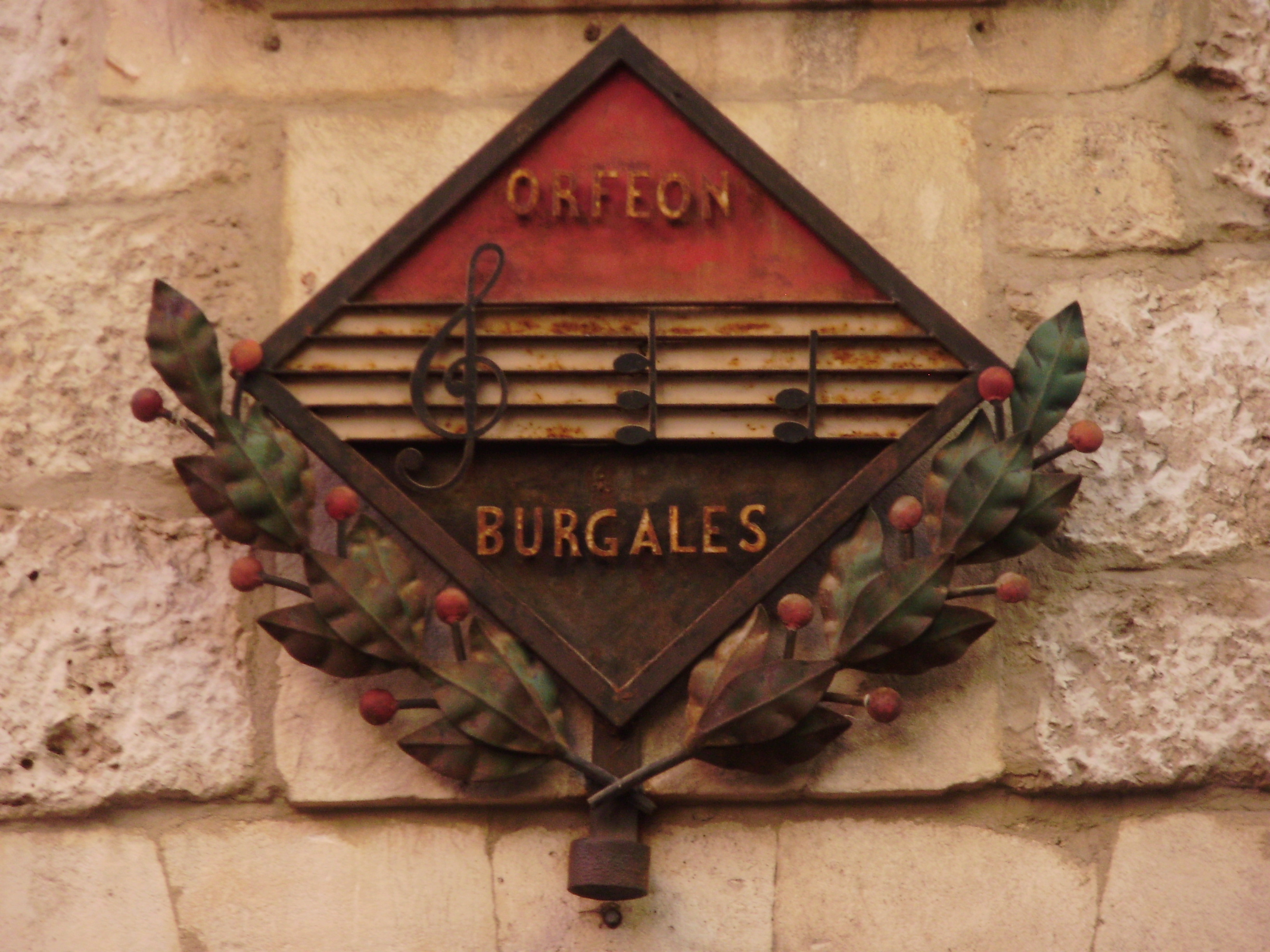
Emblema de la entrada del Orfeón Burgales en Burgos.

El Orfeón Burgalés es un coro fundado en Burgos (España) en los primeros días de abril de 1893. Cuenta con un extenso palmarés de premios y trofeos conseguidos en concursos y certámenes de música coral a lo largo de su centenaria historia. Estrechamente ligado a la historia de Burgos, ha sido notable su trabajo de difusión de la cultura y folclore musical burgalés y castellano.

## Historia
El nacimiento del orfeón está unido al nombre de José Garay, profesor de música y director de la Banda de música del regimiento de Burgos, que sentará las bases para el nacimiento de esta sociedad con la acertada idea de no exigir sacrificios a los orfeonistas, sino establecer socios honorarios que con su apoyo contribuyeran a los gastos.
El Orfeón Burgalés dará sus primeros pasos ensayando en los locales del Círculo Católico de Obreros, que junto al patrocinio del Diario de Burgos, el Ayuntamiento de Burgos y el entusiasmo de los socios protectores serán los encargados de sostener la coral burgalesa. 
Lamentablemente, la sociedad se disolverá al año siguiente y aunque ha tenido altibajos e incluso periodos de inactividad se ha resistido a desaparecer y ha conocido diferentes etapas de esplendor de la mano de sus diferentes directores.

### José Joaquín Artola
Será el nuevo director del orfeón durante la etapa fundacional (1894-1906). Había dirigido la masa coral como subdirector durante la etapa de Garay e impulsará los cambios necesarios para un proyecto más ambicioso de consolidación definitiva de la sociedad coral.
En 1906 se producirá la dimisión de Artola y se lo que conducirá a una nueva disolución de la sociedad con un largo periodo de intentos de refundación que se consumará en 1929 bajo la batuta del joven compositor folclorista Antonio José.

### Antonio José Martínez Palacios 1929-1936
Antonio José, fue un joven compositor que pese a sus pocos años ya gozaba de renombre internacional. Recibirá una propuesta por parte de una junta directiva que había iniciado los pasos para la reorganización definitiva de la sociedad que aceptó. 
De la mano del nuevo director comenzaría una nueva etapa en la que se decide actuar fuera de la ciudad en un intento de unión entre la capital y enclaves de la provincia divulgando y extendiendo la música coral. Este será el punto de partida de futuros proyectos del Orfeón que cristalizarían años más tarde con las romerías típico-castellanas.
Esta será la época dorada del orfeón. La fama de la coral burgalesa, y sobre todo de Antonio José, calará profundamente en los círculos musicales de la nación. Estuvo desde el año 1929 hasta que fue encarcelado y fusilado en 1936.

### Otros directores
Emilio Rayón Larrayoz se hará cargo de la dirección del orfeón tras la muerte de Antonio José. Después  seguirán directores como: Domingo Amoreti Ruiz, Jacinto Sarmiento y Ángel Juan Quesada, Carmelo Velasco, Salvador Vega, que apostará por un orfeón infantil en lugar del grupo de danzas.
Al orfeón, que ha realizado diversas grabaciones discográficas sobre canciones populares burgalesas, hay que atribuir el resplandor de coros que hoy llenan la cultura de Burgos, así como la progresiva consecución del conservatorio municipal, el reestreno de canciones y bailes burgaleses y tantas menciones honoríficas que ha recibido a lo largo de su historia y que han contribuido a la expansión cultural de la ciudad.

## Algunos premios y galardones
- Medalla de Oro de la Ciudad (1944)
- Medalla de Oro de la Provincia (1965)
- Medalla de Plata del Milenario de Castilla (1945)
- Báculo de Oro de S. Lesmes (1993)
- Premio Martinillos del Diario de Burgos (2006)